# Marco Plaza
Marco Antonio Plaza Berrios (Casablanca, 24 febbraio 1982) è un ex calciatore cileno, di ruolo centrocampista.